# Мандия, Хуан
Хуан Карлос Мандия Лоренсо (исп. Juan Carlos Mandiá Lorenzo); 17 января 1967, Альфос, Испания) — испанский футболист и футбольный тренер.

## Клубная карьера
Футбольную карьеру Хуан начал в 1984 году с клубом «Реал Мадрид Б». С 1985 по 1988 футболист выступал за «Реал Мадрид», а с 1988 по 1989 играл за футбольный клуб «Эспаньол».
В 1989 году защитник перешёл в «Сельту», а в 1992 году помог клубу выйти в Ла Лигу. С 1993 по 1997 Хуан Карлос выступал за такие клубы, как «Логроньес» и «Толедо». В период с 1997 по 2000 он входил в состав футбольного клуба «Кордова».

## Тренерская карьера
Через два года после завершения футбольной карьеры Хуан Карлос начал тренировать футбольный клуб «Эркулес» и со старта вывел его из третьего дивизиона.
В сезоне 2005/06 Мандиа продолжал тренировать «Эркулес», пока в феврале 2006 не был уволен из-за проблем с руководством клуба. Во второй раз Хуан Карлос возглавлял «Эркулес» с 2008 по 2009.
В сентябре 2010 года Мандиа занял должность тренера в футбольном клубе «Тенерифе».
23 января 2011 года Хуан Карлос был уволен из «Тенерифе» и в июне 2011 вернулся на пост тренера в «Эркулес» в третий раз.